# Aauri Bokesa
Aauri Lorena Bokesa Abia (* 14. Dezember 1988 in Madrid) ist eine spanische Sprinterin, die sich auf den 400-Meter-Lauf spezialisiert hat.

## Sportliche Laufbahn
Erste internationale Erfahrungen sammelte Aauri Bokesa im Jahr 2009, als sie bei den U23-Europameisterschaften in Kaunas im 400-Meter-Lauf mit 54,25 s im Halbfinale ausschied. Im Jahr darauf schied sie bei den Ibero-Amerikanischen Meisterschaften in San Fernando mit 56,05 s in der ersten Runde über 400 Meter aus und belegte mit der spanischen 4-mal-400-Meter-Staffel in 3:37,49 min den vierten Platz. 2011 nahm sie an der Sommer-Universiade in Shenzhen teil und schied dort mit 54,09 s im Halbfinale aus, wie auch bei den Europameisterschaften 2012 in Helsinki mit 52,47 s. Zudem verpasste sie dort mit der Staffel mit 3:38,00 min den Einzug ins Finale. Über 400 Meter startete sie anschließend bei den Olympischen Spielen in London, kam dort aber mit 53,67 s nicht über die Vorrunde hinweg. 2013 schied sie bei den Halleneuropameisterschaften in Göteborg mit 53,61 s in der Vorrunde über 400 Meter aus und anschließend wurde sie bei den Studentenweltspielen in Kasan in 52,04 s Vierte, ehe sie bei den Weltmeisterschaften in Moskau mit 51,94 s im Halbfinale ausschied. Im Jahr darauf klassierte sie sich bei den Europameisterschaften in Zürich mit 52,39 s auf dem achten Platz.
2015 schied sie dann bei den Halleneuropameisterschaften in Prag mit 53,80 s im Vorlauf aus und auch bei den Weltmeisterschaften in Peking kam sie diesmal mit 52,98 s nicht über die erste Runde hinaus. Im Jahr darauf schied sie bei den Europameisterschaften in Amsterdam mit 52,39 s im Halbfinale im Einzelbewerb aus und verpasste mit der Staffel mit 3:33,57 min den Finaleinzug. Anschließend nahm sie erneut an den Olympischen Spielen in Rio de Janeiro teil, scheiterte dort aber mit 53,51 s in der Vorrunde aus. 2017 schied sie bei den Halleneuropameisterschaften in Belgrad mit 53,80 s im Halbfinale aus und im Jahr darauf gewann sie bei den Mittelmeerspielen in Tarragona in 3:31,54 min die Bronzemedaille mit der Staffel hinter den Teams aus Italien und Frankreich. Mit der Staffel startete sie dann auch bei den Europameisterschaften in Berlin, verpasste dort aber mit 3:33,18 min den Einzug ins Finale. 
2019 schied sie bei den Halleneuropameisterschaften in Glasgow mit 53,45 s in der ersten Runde aus und erreichte anschließend bei den Europaspielen in Minsk in 3:20,55 min Rang zehn in der Mixed-Staffel. 2021 schied sie dann bei den Halleneuropameisterschaften in Toruń mit 53,64 s in der Vorrunde aus. Anfang Mai belegte sie dann bei den World Athletics Relays im polnischen Chorzów in 3:19,65 min den sechsten Platz in der Mixed-Staffel und im Vorlauf stellte sie mit 3:18,98 min einen neuen Landesrekord auf. Anfang August erreichte sie bei den Olympischen Spielen in Tokio das Halbfinale über 400 m, in dem sie mit neuer Bestleistung von 51,57 s ausschied und mit der Mixed-Staffel verpasste sie mit 3:13,29 min den Finaleinzug. Im Jahr darauf schied sie bei den Weltmeisterschaften in Eugene mit 3:32,87 min im Vorlauf der Frauenstaffel aus und anschließend belegte sie bei den Europameisterschaften in München in 3:29,70 min den achten Platz.
In den Jahren 2009, von 2011 bis 2013, 2015, 2016 und 2019 wurde Bokesa spanische Meisterin im 400-Meter-Lauf sowie 2010, 2011 und 2013 auch in der 4-mal-400-Meter-Staffel. Zudem wurde sie 2013 und 2014, 2016 und 2021 Hallenmeisterin über 400 Meter.

## Persönliche Bestzeiten
- 400 Meter: 51,08 s, 21. August 2021 in Bern
  - 400 Meter (Halle): 52,74 s, 21. Februar 2021 in Madrid